# Дієго Леон (футболіст, 2007)
Діє́го Басі́ліо Лео́н Бла́нко (ісп. Diego Basilio León Blanco; нар. 3 квітня 2007) — парагвайський футболіст, захисник англійського клубу «Манчестер Юнайтед».

## Клубна кар'єра

### «Серро Портеньйо»
Вихованець академії клубу «Серро Портеньйо», де почав займатися у 10 років. 1 серпня 2024 року дебютував в основному складі «Серро Портеньйо» в матчі Клаусури парагвайської Прімери Дивізіону проти «Спортіво Амеліано». У цій грі також забив свій перший гол у професіональній кар'єрі, принісши перемогу своїй команді (1-0). 27 лютого 2025 року в поєдинку проти венесуельського «Монагаса» дебютував у Кубку Лібертадорес, відзначившись забитим м'ячем.

### «Манчестер Юнайтед»
5 липня 2025 року перейшов в англійський клуб «Манчестер Юнайтед». Сума трансферу становила 4 млн доларів, а з урахуванням бонусів може зрости до 5 млн.

## Кар'єра в збірній
Виступав за збірну Парагваю до 20 років. Взимку 2025 року виступав за збірну до 20 років на молодіжному чемпіонаті Південної Америки у Венесуелі. На турнірі провів дев'ять матчів, відзначившись голом проти збірної Аргентини, а його команда посіла 4-е місце в групі, кваліфікувавшись на молодіжний чемпіонат світу 2025 в Чилі.

## Статистика виступів
Станом на 1 червня 2025
| Клуб              | Сезон             | Чемпіонат         | Чемпіонат | Чемпіонат | Кубок | Кубок | Кубок ліги | Кубок ліги | Континентальні | Континентальні | Інші  | Інші | Всього | Всього |
| Клуб              | Сезон             | Дивізіон          | Матчі     | Голи      | Матчі | Голи  | Матчі      | Голи       | Матчі          | Голи           | Матчі | Голи | Матчі  | Голи   |
| ----------------- | ----------------- | ----------------- | --------- | --------- | ----- | ----- | ---------- | ---------- | -------------- | -------------- | ----- | ---- | ------ | ------ |
| Серро Портеньйо   | 2024              | Прімера Дивізіон  | 19        | 2         | 0     | 0     | —          | —          | 0              | 0              | —     | —    | 19     | 2      |
| Серро Портеньйо   | 2025              | Прімера Дивізіон  | 12        | 1         | 0     | 0     | —          | —          | 2              | 1              | —     | —    | 14     | 2      |
| Серро Портеньйо   | Всього            | Всього            | 31        | 3         | 0     | 0     | 0          | 0          | 2              | 1              | 0     | 0    | 33     | 4      |
| Манчестер Юнайтед | 2025–26           | Прем'єр-ліга      | 0         | 0         | 0     | 0     | 0          | 0          | 0              | 0              | –     | –    | 0      | 0      |
| Всього за кар'єру | Всього за кар'єру | Всього за кар'єру | 31        | 3         | 0     | 0     | 0          | 0          | 2              | 1              | 0     | 0    | 33     | 4      |

1. ↑  Матчі в Кубку Лібертадорес